# Avalonianus
Avalonianus je rodové jméno, stanovené pro fosilní zuby z pozdního triasu v Anglii. Poprvé byla tato fosílie popsána v roce 1898 Seeleym pod jménem Avalonia, toto jméno ale bylo použité již dříve (Walcott, 1889), v roce 1961 bylo proto změněno. Původně se předpokládalo, že se jedná o prosauropoda, pozdější analýza však odhalila, že se jedná o chiméru, tvořenou zuby jakéhosi nedinosauřího archosaura (ornitosuchiana) nebo primitivního teropoda a kostmi prosauropoda (přejmenovaného v roce 1985 Galtonem jako Camelotia).